# Sgt. Hetfield’s Motorbreath Pub Band
Sgt. Hetfield’s Motorbreath Pub Band – pierwszy oficjalny studyjny album zespołu Beatallica. Zawiera on tak wybrane utwory z poprzednich dwóch EP zespołu, jak i materiał premierowy.

## Lista utworów
1. "Sgt. Hetfield’s Motorbreath Pub Band" – 2:22
2. "Revol-ooh-tion" – 3:35
3. "Blackened the USSR" – 2:28
4. "Sandman" – 4:48
5. "Helvester of Skelter" – 5:28
6. "A Garage Dayz Nite" – 2:05
7. "Anesthesia (I'm Only Sleeping)" – 2:21
8. "Leper Madonna" – 2:01
9. "Ktulu (He's So Heavy)" – 7:43
10. "For Horsemen" – 2:47
11. "Hey Dude" – 7:25
12. "Sgt. Hetfield’s Motorbreath Pub Band (reprise)" – 2:02
13. "…And Justice for All My Loving" – 1:52